# Varstu kommun
Varstu vald är en kommun i Estland.   Den ligger i landskapet Võrumaa, i den södra delen av landet, 230 km sydost om huvudstaden Tallinn.
Följande samhällen finns i Varstu vald:
- Varstu
- Krabi
- Vana-Roosa